# Adrian Franusic
Adrian Franusic (* 6. März 1978 in Regensburg) ist ein deutsch-kroatischer Schauspieler und ehemaliger American-Football-Spieler.

## Leben
Adrian Franusic spielte in der ersten American-Football-Mannschaft der Düsseldorf Panther auf den Positionen Defensive Lineman und Linebacker. Er absolvierte eine Schauspielausbildung.
Als Schauspieler spielte Adrian Franusic als Nebendarsteller in mehreren Soaps wie Alles was zählt, Unter uns und Köln 50667. Außerdem sah man ihn in Formaten wie In Gefahr, K11, Im Namen der Gerechtigkeit, Alarm für Cobra 11, Winnetou und der Schatz am Silbersee, Soko Köln oder Einsatz in Köln.

## Filmografie
- 2015–2016: Köln 50667 (Fernsehserie)
- 2016: Mein dunkles Geheimnis (Doku-Soap)
- 2016: In Gefahr – Ein verhängnisvoller Moment (Fernsehserie)
- 2016: Im Namen der Gerechtigkeit – Wir kämpfen für Sie! (Fernsehserie)
- 2016: Verdächtig Detektei Wolloschek (Doku-Soap)
- 2017: Heldt (Fernsehserie)
- 2017: Die Ruhrpottwache (Doku-Soap)
- 2016, 2017: Der Blaulicht Report (Fernsehserie)
- 2017: Die Straßencops (Doku-Soap)
- 2017: Lindenstraße (Fernsehserie)
- 2017: Schicksale – und plötzlich ist alles anders (Doku-Soap)
- 2016, 2017: Betrugsfälle (Doku-Soap)
- 2017: SOKO Köln (Fernsehserie)
- 2017: Klinik am Südring (Doku-Soap)
- 2016, 2017: Alles was zählt (Fernsehserie)
- 2016, 2017: Die Trovatos – Detektive decken auf (Doku-Soap)
- 2017: Auf Streife (Doku-Soap)
- 2018: Freundinnen – Jetzt erst recht (Fernsehserie)
- 2018: Auf Streife – Die Spezialisten (Doku-Soap)
- 2017, 2019: Alarm für Cobra 11 – Die Autobahnpolizei (Action-Serie)
- 2016, 2017, 2018, 2019: Unter uns (Fernsehserie)
- 2019: Krass Schule – Die jungen Lehrer (Fernsehserie)
- seit 2020: Berlin – Tag & Nacht (Fernsehserie)[5]
- 2021 – 2022 „Lauf Alman, lauf“ (Trči Švabo, Trči)
- 2024 Notruf, mit Bärbel Schäfer
- 2024 Der Ermittlungsrichter Ulrich Werzel